# Sabina von Württemberg
Sabina von Württemberg (* 2. Juli 1549 in Mömpelgard; † 17. August 1581 in Rotenburg), manchmal falsch auch als Sabine bezeichnet, war eine Prinzessin von Württemberg und durch Heirat die erste Landgräfin von Hessen-Kassel.

## Leben
Sabina war eine Tochter des Herzogs Christoph von Württemberg (1515–1568) aus dessen Ehe mit Anna Maria (1526–1589), Tochter des Markgrafen Georg von Brandenburg-Ansbach.
Sie heiratete am 11. Februar 1566 in Marburg Landgraf Wilhelm IV. von Hessen-Kassel, dessen Bruder bereits mit Sabinas älterer Schwester Hedwig vermählt war und den sie bei Unterhandlungen Wilhelms mit ihrem Vater kennengelernt hatte. Die Hochzeit wurde sehr aufwändig gefeiert.
Sabina und Wilhelms Ehe wurde als glücklich beschrieben. Wilhelm bestimmte Sabina in einem ersten Testament, im Falle seines vorzeitigen Ablebens, als Regentin des Landes für den ältesten Sohn Moritz, doch starb sie vor ihrem Mann 1581 und in einem neuen Testament erklärte Wilhelm seinen Sohn für volljährig.
Sabina wurde in der Fürstengruf in der Kasseler Martinskirche bestattet.

## Stiftung der Landgräfin Sabina
Die Landgräfin kümmerte sich um die Wohlfahrt des Landes und stiftete die freie Hofapotheke in Kassel, die nicht nur zur Versorgung des Hofes, sondern der gesamten Bevölkerung Kassels diente. Insbesondere wurden Medikamente an mittellose Bürger kostenlos abgegeben. Die Stiftung war ursprünglich auf „ewige Zeiten“ angelegt. Im Jahr 1831 ging die Verpflichtung durch die Verfassung Kurhessens an den Staat über, dessen Landtag fortan die Kosten bewilligen musste. Dessen Rechtsnachfolger, der Freistaat Preußen, löste 1936 die Stadt Kassel mit einer Zahlung von 137.000 Reichsmark (was heute ungefähr 724.000 € entspricht) aus, womit die Stiftung aufhörte zu existieren.

## Nachkommen
Aus ihrer Ehe hatte Sabina elf Kinder:
- Anna Marie (* 1567; † 1626)

⚭ 1589 Graf Ludwig II. von Nassau-Saarbrücken (* 1565; † 1627)
- Hedwig (* 1569; † 1644)

⚭ 1597 Graf Ernst von Holstein-Schauenburg (* 1569; † 1622)
- Agnes (* 1569; † 1569)
- Sophie (* 1571; † 1616)
- Moritz (* 1572; † 1632), Landgraf von Hessen-Kassel

⚭ 1. 1593 Gräfin Agnes zu Solms-Laubach (* 1578; † 1602)
⚭ 2. 1603 Gräfin Juliane von Nassau-Dillenburg (* 1587; † 1643)
- Sabine (* 1573; † 1573)
- Sidonie (* 1574; † 1575)
- Christian (* 1575; † 1578)
- Elisabeth (* 1577; † 1578)
- Christine (* 1578; † 1658)

⚭ 1598 Herzog Johann Ernst II. von Sachsen-Eisenach (* 1566; † 1638)
- Juliane (* 1581; † 1581)